# Tân Olympus
Tân Olympus (tiếng Ý: Nuovo Olimpo) là một bộ phim thuộc thể loại chính kịch lãng mạn năm 2023 được đạo diễn bởi Ferzan Özpetek. Bộ phim này kể về một cặp người đồng tính nam gặp và yêu nhau từ cuối thập niên 1970 ở thủ đô Roma nhưng lại đường đột bị chia cắt vì sự cố không ngờ được. Bộ phim được công chiếu tại lễ hội phim Roma vào ngày 22 tháng 10 năm 2023 và được phát hành trên nền tảng phát video trực tuyến Netflix vào ngày 1 tháng 11 năm 2023.

## Cốt truyện
Bối cảnh phim bắt đầu từ năm 1978 và đó cũng là thời điểm còn đang diễn ra Những năm lãnh đạo ở nước Ý. Có một sinh viên ngành y rụt rè tên Pietro đến xem phim tại rạp chiếu phim Tân Olympus (Nuovo Olimpo) do một người phụ nữ tên Titti quản lý và nơi này còn được những người đồng tính nam sử dụng để làm tụ điểm đi tuần tình dục. Tại đó, anh gặp được một cậu sinh viên học đạo diễn phim tên Enea và hai người nhanh chóng đem lòng yêu nhau từ đó. Enea mời Pietro vào trong nhà vệ sinh để quan hệ tình dục nhưng Pietro lúc đó vẫn còn do dự. Do vậy, Enea kể cho bạn cậu và người tình tên Alice về chuyện đôi bên gặp nhau và cô đưa cho cậu chìa khoá vào căn hộ không có người ở của bà cô. Sang ngày hôm sau, Pietro và Enea gặp nhau ở rạp chiếu phim rồi bọn họ rủ nhau đi quan hệ tình dục tại căn hộ. Họ dành trọn một đêm bên nhau, vun đắp tình cảm cho đôi bên ngày càng sâu đậm hơn và tiếp tục hẹn gặp nhau ở Tân Olympus vào ngày mai. Pietro có bảo Enea rằng anh đã đặt bàn cho họ ở một nhà hàng kiểu trattoria, nhưng trước tiên anh muốn đi thăm mẹ tại bệnh viện trước. Trong lúc Pietro đi vắng thì có một cuộc biểu tình chống lại chế độ phát xít một cách ngang ngược và hung hăng đang diễn ra bên ngoài rạp chiếu phim. Titti giúp Enea thoát khỏi rạp chiếu phim và kế đến là Enea đi tìm kiếm Pietro, nhưng bất thành. Chính vì cả hai người quên cho số điện thoại hay địa chỉ nhà riêng nên bọn họ chịu cảnh mất liên lạc đối phương.
Mười năm sau, vào năm 1988, Enea trở thành đạo diễn nổi tiếng với bộ phim gần đây nhất, bộ phim đó được dựa trên mối tình lãng mạn ngắn ngủi của cậu với Pietro. Trong cùng thời điểm đó, Pietro đã kết hôn với một người đàn bà tên Giulia. Anh và Giulia đến xem phim của Enea và từ đấy anh nhận ra có gì đó tương đồng giữa bộ phim với chính cuộc tình trước đó của anh. Đương nhiên, Giulia cũng trở nên khó hiểu và bắt đầu hoài nghi về phản ứng kỳ lạ của ông chồng mình. Pietro quay trở lại Tân Olympus, nơi ấy không còn được Titti quản lý nữa và cũng đã biến thành một rạp chiếu phim người lớn. Tại đây, anh gặp được Ernesto và cũng là người mà Pietro đã từng gặp từ mười năm trước. Ernesto bảo anh rằng Enea giờ đây đã là một đạo diễn nổi tiếng. Tại một bữa tiệc, Enea gặp một người đàn ông tên Antonio và họ ngay lập tức có tình cảm với nhau.
Năm 1993, trong lúc đang trên chuyến tàu đi đến lễ hội phim, Enea, Antonio và Alice đã bất ngờ trước tờ báo công bố rằng Federico Fellini đã qua đời. Riêng Enea thì đã sững sốt hơn vì cậu vô tình chứng kiến được Pietro và Giulia đang ngồi ở con tàu đối diện từ bên ngoài cửa sổ. Tuy nhiên, con tàu đối diện kia đã rời đi và Pietro thậm chí còn chưa kịp nhìn thấy Enea, ngoại trừ cô vợ Giulia của anh. Pietro khi ấy đã là một bác sĩ nhãn khoa tình cờ xem được buổi phỏng vấn tại lễ hội phim của Enea được chiếu trên tivi ở bệnh viện của anh. Trong lúc đang đi siêu thị mua sắm, Enea gặp lại và hỏi thăm Titti. Bà đã thắc mắc Enea tại sao lại không bao giờ chịu quay trở về rạp chiếu phim và báo cho Enea biết rằng Pietro đã để lại cho cậu một phong thư. Tuy trong bức thư đó có số điện thoại của Pietro nhưng khi Enea gọi điện lại thì không được. Tiếp đến là cảnh bộ phim mà Pietro và Enea đã từng xem cùng nhau tại Tân Olympus đang được công chiếu trên truyền hình, trùng hợp là cả hai người khi ấy cũng đang xem với bạn đời của đôi bên và mỗi người đều đang nhớ tới nhau. Pietro quyết định đi sang Roma để tìm gặp Enea tại một cuộc họp báo. Đến lúc Enea được hỏi về chuyện đạo diễn người Ý đầu tiên công khai xu hướng tính dục thì cậu đã bàn bạc về điều đó, đồng thời tuyên bố Antonio là tình yêu của cả đời mình. Pietro từ đó thất vọng và bỏ đi, nhưng anh không biết rằng Enea vẫn còn đang rung động trước tờ thư ngày xưa và nỗi nhớ nhung đến anh.
Cuối cùng là vào năm 2015, Enea khi đó đã đạo diễn đến bộ phim thứ mười bốn. Tại trường quay thì cậu đã gặp sự cố đạo cụ khiến cho bột thuỷ tinh bay vào mắt, đành phải đi cấp cứu nhanh chóng. Duyên thay, cuộc phẫu thuật của Enea lại được chính tay của Pietro đảm nhiệm và anh cũng kinh ngạc khi cuối cùng cũng tận mặt gặp lại Enea sau gần bốn mươi năm xa cách. Phẫu thuật đã thành công và Enea đành phải băng bó vùng mắt của mình trong vòng một tuần lễ để hồi phục. Trong lúc trò chuyện qua lại với đội ngũ điều trị, Enea đã nhận ra được giọng nói của Pietro và năn nỉ anh đến căn hộ của cậu, mà vốn dĩ căn hộ ấy thuộc về người bà của Alice. Họ trao đổi lời nói qua lại, nhưng Pietro đã rời đi trước lúc Enea gỡ băng vùng mắt. Giulia đã trở thành người hâm mộ của Enea đã mời đạo diễn thần tượng của cô đến nhà mình và người chồng Pietro. Enea đã đến và ngạc nhiên trong lòng khi biết được điều cậu nghi ngờ là đúng, vị bác sĩ nhãn khoa mà mình nói chuyện bữa trước không xa lạ gì hơn chính là Pietro. Giulia lúc đó cũng đã chứng minh được chuyện mờ ám của ông chồng mình, sau khi thấy hai người mải mê nhìn nhau không chịu rời. Cô đau khổ sau bữa tối khi biết Pietro chưa bao giờ chịu nhìn mình bằng cách ấy, cái cách mà chồng cô nhìn lấy Enea. Cô đã thúc ép anh đi gặp Enea và anh làm theo, đuổi kịp Enea đang đi bộ trên phố. Pietro yêu cầu với Enea rằng đừng bao giờ quên kỷ niệm của cả hai, Enea đồng ý và mỗi người đã chính thức rời xa nhau theo lối đi riêng.

## Diễn viên
- Damiano Gavino trong vai Enea Monte
- Andrea Di Luigi trong vai Pietro Gherardi
- Luisa Ranieri trong vai Titti
- Greta Scarano trong vai Giulia
- Aurora Giovinazzo trong vai Alice
- Alvise Rigo trong vai Antonio
- Giancarlo Commare trong vai Ernesto "Molotov"

## Sản xuất
Bộ phim được quay hoàn toàn ở thủ đô Roma, tập trung tại quận 3 và Monte Sacro. Quá trình ghi chụp bắt đầu vào tháng 11 năm 2022.

## Phát hành
Bộ phim được công chiếu tại lễ hội phim thủ đô Roma vào ngày 22 tháng 10 năm 2023. Nó được phát hành trên nền tảng Netflix vào ngày 1 tháng 11.
Đoạn trailer nhá hàng cho bộ phim được công chiếu trong đêm đầu tiên tại Sanremo Music Festival 2023. Trailer chính thức được ra mắt vào ngày 19 tháng 9 năm 2023.